# Travessia (telenovela)
Travessia é uma telenovela brasileira produzida e exibida pela TV Globo de 10 de outubro de 2022 a 5 de maio de 2023, em 179 capítulos. Substituiu Pantanal e foi substituída por Terra e Paixão, sendo a 20.ª "novela das nove" transmitida pela emissora.
Teve a autoria de Gloria Perez, tem direção de Walter Carvalho, Mariana Richard, Caio Campos, Isabella Gabaglia, Philippe Barcinski, Caetano Caruso e Britney Federline, direção geral de André Barros e direção artística de Mauro Mendonça Filho.
Contou com Lucy Alves, Chay Suede, Rômulo Estrela, Jade Picon, Giovanna Antonelli,  Alexandre Nero, Vanessa Giácomo, Alessandra Negrini, Rodrigo Lombardi e Humberto Martins nos papéis centrais. 

## Enredo
Ari (Chay Suede) e Brisa (Lucy Alves) cresceram juntos em Mandacaru, no interior do Maranhão, e desde a infância engataram um romance. Ari é super protegido pela mãe Núbia (Drica Moraes), uma comerciante local que sempre investiu todo seu dinheiro para dar ao menino um futuro melhor, enquanto Brisa cresceu órfã e fora criada por sua madrinha Creusa (Luci Pereira). Com o passar do tempo, Brisa se tornou uma mulher determinada e batalhadora, enquanto Ari conseguiu se formar em arquitetura e incentivado por seu professor e mentor, Dante (Marcos Caruso), se dedica à defesa do patrimônio histórico maranhense. Quando descobrem que estão esperando um filho, Ari e Brisa decidem noivar, a contragosto de Núbia, que nunca aprovou o relacionamento do filho e acha que ele merecia alguém com poder aquisitivo alto. Prestes a oficializar o casamento, em menos de um mês, Ari recebe a oportunidade de ir para o Rio de Janeiro e investigar os passos da Construtora Guerra, que planeja derrubar um dos casarões históricos do Maranhão e construir um centro comercial tecnológico no lugar, além de reencontrar Dante, que está na cidade para um tratamento de câncer. A maior vontade de Brisa é reencontrar Ari e oficializar a união com ele, porém quando ela nota que o noivo está diferente, não atendendo suas ligações e não mantendo contato com a família, ela decide ir ao Rio de Janeiro e tentar reencontra-lo.
Paralelamente, em Portugal, o adolescente Rudá (Guilherme Cabral), junto de um amigo, faz uma manipulação de imagem em um vídeo, trocando o rosto de uma garota de programa pelo rosto de Brisa. A história vai se alastrando pela internet, e, prestes a pegar um ônibus para o Rio, Brisa é reconhecida na rua e logo é cercada pela população da cidade, a acusando de ser uma sequestradora de criança. No mesmo momento, Oto (Rômulo Estrela), um hacker nômade que está em uma missão secreta em São Luís, tem o caminho cruzado com o de Brisa. Por sigilo de sua missão, decide que precisa sair dali sem chamar atenção. Ele consegue escapar, mas não tem ideia que está levando Brisa consigo, que se escondeu no porta-malas de seu carro. Oto aceita levar Brisa até o Rio de Janeiro, mas em troca ela terá que negar que o conheceu.
No Rio, Ari faz amizades com pessoas da alta sociedade e conhece Chiara (Jade Picon), uma menina mimada que sempre teve tudo que queria, que logo se interessa pelo rapaz. O empresário Guerra (Humberto Martins), dono da construtora, é pai adotivo de Chiara, fruto de uma traição de Débora (Grazi Massafera) e Moretti (Rodrigo Lombardi), seu antigo sócio e atual inimigo, que descobriu a traição da mulher através de uma armação da manipuladora Cidália (Cássia Kis), sua principal executiva e braço direito. Débora morre após o parto de Chiara devido a um acidente de carro, enquanto Moretti se relaciona com a romântica e instável Leonor (Vanessa Giácomo) e ao terminar o namoro, vai para Portugal, onde anos depois se envolve com Guida (Alessandra Negrini), sua ex-cunhada. Guida é uma mulher livre e intensa, mãe de Rudá, que tem mais afeto com a tia do que com a mãe. Na empresa de Guerra, trabalha Talita (Dandara Mariana), uma mulher ardilosa que deseja se vingar do patrão por ele ter se envolvido em uma tragédia no passado da mulher. Por conseguir um cargo alto na empresa, Talita se torna rival de Cidália, que planeja assumir a presidência da empresa a qualquer custo.
Ari acha que, ao se aproximar de Chiara, terá a chance de conhecer os bastidores da empresa e conseguir informações para realizar um projeto contra Guerra. Ele tem a ilusão de que pode controlar a situação, mas sua relação com Chiara começa a ultrapassar o nível do flerte. Brisa encontra em Oto, na delegada de crimes virtuais Helô (Giovanna Antonelli), patroa de sua madrinha Creusa, pessoas que podem ajudar em seu caso e provar sua inocência. No meio do caso de Brisa, Helô reencontra seu ex-marido, Stênio (Alexandre Nero), grande amigo de Moretti, que promete mexer com seus sentimentos.

## Elenco
| Intérprete         | Personagem                                   |
| ------------------ | -------------------------------------------- |
| Lucy Alves         | Brisa Ribeiro                                |
| Chay Suede         | Ariovaldo Fernandes de Souza (Ari)           |
| Rômulo Estrela     | Oto Rivabianchi Medeiros Lobo                |
| Jade Picon         | Chiara Guerra                                |
| Giovanna Antonelli | Delegada Heloísa Sampaio Alencar (Helô)      |
| Alexandre Nero     | Dr. Stenio Alencar                           |
| Alessandra Negrini | Guida Sampaio Moretti                        |
| Vanessa Giácomo    | Leonor Alencastro Sampaio                    |
| Humberto Martins   | Jorge Luiz Guerra (Guerra)                   |
| Rodrigo Lombardi   | André Moretti (Moretti)                      |
| Cássia Kis         | Cidália Bastos                               |
| Drica Moraes       | Núbia Fernandes                              |
| Marcos Caruso      | Prof. Dante Barreto                          |
| Ana Lúcia Torre    | Maria Luiza Sampaio Alencastro (Tia Cotinha) |
| Isabelle Nassar    | Sarah                                        |
| Indira Nascimento  | Drª. Laís Monteiro                           |
| Aílton Graça       | Abdias Monteiro (Monteiro)                   |
| Luci Pereira       | Creusa Macedo Matos                          |
| Dandara Mariana    | Talita Queiroz                               |
| Rafael Losso       | Gilberto do Nascimento (Gil)                 |
| Thiago Fragoso     | Carlos Henrique Junqueira (Caíque)           |
| Clara Buarque      | Beatriz Correia Soares (Bia)                 |
| Claudia Mauro      | Pilar                                        |
| Guilherme Cabral   | Rudá Sampaio                                 |
| Flávia Reis        | Marineide Cunha                              |
| Nando Cunha        | Joel Cunha                                   |
| Danielle Olímpia   | Karina Cunha                                 |
| Duda Santos        | Isabel Monteiro (Isa)                        |
| Ricardo Silva      | Theo Monteiro                                |
| Renata Tobelem     | Dina                                         |
| Yohama Eshima      | Yone                                         |
| Bel Kutner         | Lídia                                        |
| Raul Gazolla       | Vandami                                      |
| Betty Gofman       | Olímpia Gomes                                |
| Orã Figueiredo     | Nunes                                        |
| Camila Rocha       | Tininha                                      |
| Dudha Moreira      | Iracema (Cema)                               |
| Aliny Ulbricht     | Rose                                         |
| Gero Camilo        | Wesley / Lucía Del Mar                       |
| Nathalia Falcão    | Júlia (Julinha)                              |
| Aoxi               | Silene                                       |
| Iago Pires         | Espeto                                       |
| Mariana Consoli    | Ciça                                         |
| José Rubens Chachá | Montez                                       |
| Noémia Costa       | Inácia                                       |
| Caroline Verban    | Olívia                                       |
| Tabata Contri      | Drª. Juliana Silvestre                       |
| Thayssa Szapiro    | Drª. Flora                                   |
| André Dale         | Brandão                                      |
| Marcos Hollanda    | Valdir                                       |
| Marcelo Brou       | Acácio                                       |
| Priscila Vilela    | Adalgisa                                     |
| João Cunha         | Zé                                           |
| Vicente Alvite     | Antônio Ribeiro Fernandes de Souza (Tonho)   |

### Participações especiais
| Intérprete             | Personagem                   |
| ---------------------- | ---------------------------- |
| Grazi Massafera        | Débora Aguiar                |
| Vera Zimmermann        | Drª. Jussara Lima            |
| Maria Ceiça            | Drª. Rosângela Mattos        |
| Giullia Buscacio       | Bruna Schuller               |
| Tati Quebra Barraco    | Délia                        |
| Paulo Tiefenthaler     | José Mário (Zezinho)         |
| Cláudio Tovar          | Max / Bruna Schuller         |
| Sura Berditchevsky     | Cigana                       |
| Francisca Queiroz      | Vera                         |
| Joelson Medeiros       | Vidal                        |
| Murilo Grossi          | Delegado Paranhos            |
| Nikolas Antunes        | Marcelo Jordão               |
| Cacá Amaral            | Juíz                         |
| Joana Solnado          | Amália                       |
| Sylbeth Soriano        | Sheila Maria                 |
| Gláucio Gomes          | Dr. Falcão                   |
| Vinícius Moreno        | Vinícius                     |
| Rafael Baronesi        | DJ                           |
| Júlio Levy             | Dr. Gouveia                  |
| Denise Milfont         | Delegada Wanda               |
| Paulo Verlings         | Rubens                       |
| Marcello Escorel       | Delegado Diogo               |
| Drico Alves            | Ivan                         |
| Tom Karabachian        | Nando                        |
| Renata Castro Barbosa  | Vera                         |
| Talita Castro          | Investigadora Patrícia       |
| Luana Tanaka           | Kátia                        |
| Mariana Vaz            | Luana                        |
| Ricardo Vianna         | Alex                         |
| Aline Menezes          | Íris                         |
| Leona Santos           | Belle                        |
| Fuega                  | Mami                         |
| Ariane Souza           | Léa                          |
| Alcemar Vieira         | Dr. Jatobá                   |
| Paula Possani          | Miranda                      |
| Dionísio Neto          | Jonas                        |
| Daniela Pessoa         | Semíramis                    |
| Ronald Sotto           | Haroldo                      |
| Vera Ferreira          | Edite                        |
| Bruno Jablonski        | Cláudio                      |
| Wilson Rabelo          | Isaías                       |
| Guilherme Acrízio      | repórter                     |
| Thiago Justino         | Dr. Guedes                   |
| Ademir de Souza        | Seu Pedro                    |
| Pedro David            | João Henrique                |
| Zu Vedovato            | Jéssica                      |
| Thiago Voltolini       | Duda                         |
| Mozart Carvalho        | Miro                         |
| Cláudio Cinti          | Durval                       |
| Simão Fumega           | amigo de Rudá                |
| Gabriel Scribel        | amigo de Rudá                |
| Vinícius Albuquerque   | amigo de Chiara              |
| Rafael Telles          | amigo de Chiara              |
| Tina Carsan            | amiga de Chiara              |
| Lorenna Amaral         | amiga de Chiara              |
| Viviane de Assis       | dançarina do Encanto da Vila |
| Priscila Reis          | namorada de Ari              |
| Christian Guedes       | amigo de Theo                |
| Bruno Rocha            | Paquera de Núbia             |
| Maria Mônica Passos    | Empregada de Guerra          |
| Samir Murad            | Médico de Débora             |
| Carolina Pismel        | Enfermeira Ana               |
| Aldo Perrotta          | Presidiário                  |
| Rafa Vachaud           | Passageiro                   |
| Laércio Fonseca        | porteiro do abrigo           |
| Mariah Yohana          | Brisa (criança)              |
| João Bravo             | Ari (criança)                |
| Melissa Halles         | Chiara (bebê)                |
| Gabriely Mota          | Tininha (criança)            |
| Gustavo Fernandes Lima | Jorge Luiz Guerra Neto       |
|                        | Beatriz Ribeiro Lobo         |
| Ana Maria Braga        | ela mesma                    |
| Xamã                   | ele mesmo                    |
| Martinho da Vila       | ele mesmo                    |
| Mart'nália             | ela mesma                    |
| Dudu Nobre             | ele mesmo                    |
| Mosquito               | ele mesmo                    |
| Milton Cunha           | ele mesmo                    |
| Isabelita dos Patins   | ela mesma                    |
| Alcione                | ela mesma                    |
| Fafá de Belém          | ela mesma                    |
| Thiaguinho             | ele mesmo                    |
| Pabllo Vittar          | ela mesma                    |
| Fundo de Quintal       | eles mesmos                  |
| Narcisa Tamborindeguy  | ela mesma                    |
| Cristiano Nabuco       | ele mesmo                    |
| Divina Valéria         | ela mesma                    |
| Suzy Brasil            | ela mesma                    |
| Pedrinho do Cavaco     | ele mesmo                    |

## Produção

Pôster de divulgação da telenovela.

Inicialmente, a novela de Gloria Perez estrearia no segundo semestre de 2021, substituindo Todas as Flores, de João Emanuel Carneiro. No entanto, por conta da pandemia de COVID-19, que afetou em cheio as produções da Globo, a novela foi adiada para o primeiro semestre de 2023. Porém, a emissora mudou os planos, colocou Todas as Flores no streaming Globoplay como uma novela original e alçou Travessia como a substituta oficial de Pantanal, a partir de outubro de 2022. A trama tinha a previsão de ter 191 capítulos, mas devido a péssima repercussão do público e a baixa audiência, a trama foi encurtada em 2 semanas e fechou com 179 capítulos, 12 a menos que o previsto inicialmente.
Gloria Perez escolheu Portugal e o Maranhão como locais para a sua obra. Segundo a autora, em entrevista ao podcast do Gshow, Novela das 9: "Tem um pedaço dela que tem que ser gravado em Portugal. Portugal tem uma razão de ser: eu preciso que uma das personagens esteja fora do Brasil para a trama poder rolar. O país é bem ali, é amigo da gente. Vamos ver se o coronavírus deixa até a gente mostrar um pouco os brasileiros de lá. Por mais parecido que seja, é bem diferente". As gravações da novela Travessia em Portugal retornaram a volta de gravações de novelas em outros países depois da pandemia do coronavírus.
Em um dos workshops, ministrado pelo professor e historiador Luiz Antônio Simas, estudioso das culturas populares brasileiras e da cultura do samba no subúrbio carioca, a equipe mergulhou na cultura maranhense, de onde vem a protagonista, Brisa, e onde nasce a história de Travessia, e fez um passeio pelas festas culturais da região, como o Bumba meu boi e o Tambor de crioula. No encontro, o time também aprendeu sobre histórias de Vila Isabel, boêmio bairro da Zona Norte carioca, com seu samba, danças, culinária e costumes, que acolherá Brisa em sua chegada ao Rio de Janeiro. O deepfake, abordado através da história de Brisa, que é perseguida pela população ao ser confundida como uma sequestradora de crianças após um boato falso, foi baseado no caso real de Fabiane Maria de Jesus, uma dona de casa que foi linchada pelos moradores de sua comunidade ao ser associada com uma suposta sequestradora de crianças após uma fake news espalhada nas redes sociais.
As gravações em Portugal e nos Estúdios Globo começaram no dia 4 de julho de 2022, com Alexandre Nero, Vanessa Giácomo, Rodrigo Lombardi, Rômulo Estrela e Guilherme Cabral, além do diretor Mauro Mendonça Filho em Portugal. Inicialmente, Alessandra Negrini também viajaria para o país para as gravações, porém, foi decidido que ela gravaria somente nos Estúdios Globo.

### Escolha do elenco
Os primeiros nomes confirmados no elenco foram Giovanna Antonelli, Alexandre Nero e Luci Pereira reprisando os seus papéis de Salve Jorge, a delegada Helô, o advogado Stênio e a empregada doméstica Creusa, respectivamente. Curiosamente, Pereira não estava cotada para integrar o elenco inicialmente, um vez que Gloria Perez havia escrito uma nova empregada doméstica para contracenar com Antonelli e Nero em cena, que seria interpretada por Elizangela. No entanto, a atriz foi cortada do elenco ainda na pré-produção da obra pela emissora, devido aos seus posicionamentos controversos em relação a vacinação contra a COVID-19, onde a atriz declarou publicamente que não tomaria qualquer imunizante contra a doença e chegou a comparar a vacinação obrigatória a uma "violência sexual". Lucy Alves, Lucy Ramos e Dandara Mariana foram os primeiros nomes cotados para interpretar a protagonista Brisa, porém a primeira acabou ocupando o posto, marcando esta sua primeira protagonista na teledramaturgia. Mariana, entretanto, obteve bons resultados nos testes de elenco, além de já ter trabalhado com a autora anteriormente em A Força do Querer, então ela foi realocada para interpretar a ambiciosa executiva Talita, outra personagem de importância na trama. De acordo com a imprensa, Juliana Paiva, que também trabalhou com a autora em A Força do Querer, havia sido escalada para interpretar a co-protagonista Chiara, porém a atriz desmentiu as notícias alegando que não foi convidada para integrar o elenco. A influenciadora digital Jade Picon acabou sendo escalada para o papel, fazendo sua estreia como atriz. Alexandre Borges estava escalado para viver Moretti, mas teve que deixar o projeto devido a compromissos com teatro, sendo assim substituído por Rodrigo Lombardi. Mônica Martelli foi convidada para interpretar Guida, mas declinou o convite por estar envolvida com outros trabalhos. A produção cogitou os nomes de Patricia Pillar e Maria Fernanda Cândido, porém Alessandra Negrini acabou sendo confirmada após o convite do diretor e da autora.
Rômulo Estrela estava confirmado no elenco de Mar do Sertão, novela das "seis" na qual seria o mocinho, porém ele deixou a trama após receber o convite para ser o protagonista Oto, marcando seu primeiro trabalho no horário das "nove", sendo substituído na trama anterior por Sergio Guizé. Otávio Müller seria o intérprete de Nunes, mas por motivo de agenda ele foi substituído por Orã Figueiredo. No dia 21 de junho, a emissora liberou a primeira foto de parte do elenco reunido, junto com a autora e o diretor. A foto recebeu grande repercussão nas redes socais, fazendo que vários nomes de atores e personagens ficassem nos trends topics do Twitter durante horas. No mesmo dia foram confirmados Marcos Caruso, Ana Lúcia Torre, Ailton Graça, Renata Tobelem, Danielle Olimpia, Bel Kutner, Yohama Eshima e Nando Cunha no elenco. Em 14 de agosto, numa entrevista para o Fantástico, Mariah Yohana, ex-participante do The Voice Kids, foi confirmada no elenco para interpretar a versão mais jovem da protagonista Brisa.

## Temáticas
- Deepfake e fake news abordados por meio da protagonista Brisa (Lucy Alves), que vê sua vida sofrer uma reviravolta quando é acusada de ser uma sequestradora de crianças após uma manipulação de sua imagem em um vídeo provocado por Rudá (Guilherme Cabral), e então fará de tudo para provar sua inocência.[85]
  - Quimerismo também é abordado na história da personagem, que descobre o problema quando faz um exame de DNA e o resultado revela que ela não é mãe de Tonho (Vicente Alvite).[86]
- Assexualidade, abordado por meio de Rudá (Guilherme Cabral), um adolescente que não sente atração sexual ou romântica pelas pessoas, diferentes dos garotos de sua idade, sempre tendo sua sexualidade questionada.[87]
  - Essa orientação sexual também é abordada através do personagem Caíque (Thiago Fragoso), que não tem interesse em se envolver sexualmente com Leonor (Vanessa Giácomo), abrangendo também a demissexualidade do personagem.[88]
- Dependência digital, abordado por meio de Theo (Ricardo Silva), uma adolescente viciado em aparelhos eletrônicos, o que acaba gerando comportamentos agressivos, ansiedade e depressão, afetando sua saúde mental e seu relacionamento com os pais, Laís (Indira Nascimento) e Monteiro (Aílton Graça).[89]
- Pedofilia virtual abordado por meio de Karina (Danielle Olimpia), uma menor de idade que é assediada por um criminoso (Cláudio Tovar) que se passa por uma atriz e influenciadora chamada Bruna Schuller (Giullia Buscacio) através de inteligência artificial.[90]

## Polêmicas
Escalação de Jade Picon
A primeira polêmica envolvendo a produção foi a escalação da influenciadora digital Jade Picon para interpretar a esnobe e mimada Chiara, filha adotiva do empresário Guerra e uma das personagens centrais da trama ao se envolver com o ambicioso Ari (Chay Suede). O assunto gerou controvérsias nas redes sociais, isso que a principal reclamação era que Jade não tinha experiência na área de atuação ou sequer tinha DRT para trabalhar profissionalmente na área, mesmo com as declarações da autora Gloria Perez e do diretor Mauro Mendonça Filho, que elogiaram a influenciadora ao ir bem nos testes de elenco contracenando ao lado de Suede. Os internautas também criticavam que a escalação de Picon para o elenco foi devido a sua popularidade e números de seguidores nas redes sociais, enquanto várias atrizes experientes que trabalham nesse ramo por anos não ganham oportunidade de serem escaladas para um papel de destaque em determinadas produções, dentre essas reclamações estavam das atrizes Anna Rita Cerqueira e Mel Maia. Apesar da rejeição, a emissora não retrocedeu e Jade continuou com o papel.
Escalações vetadas de Elizângela e Maria Vieira
A atriz Elizângela, conhecida por já ter trabalhado com Gloria Perez em suas produções anteriores e a portuguesa Maria Vieira, estavam dadas como certas para integrarem o elenco da trama, porém a TV Globo vetou as escalações por ambas se recusarem a se vacinar contra a COVID-19 e por suas declarações controversas, sendo que a primeira chegou a comparar a vacinação obrigatória a um "estupro". Travessia poderia ter sido o último trabalho da atriz, que faleceu em 3 de novembro de 2023 devido a uma parada cardiorrespiratória.
No caso da segunda, além da posição antivacina, a mesma é deputada da Assembleia Municipal de Cascais, indo de contra a uma regra da emissora que veta a presença de atores que estejam em cargos públicos.

## Exibição

### Divulgação
A divulgação da novela começou no Fantástico, na edição do dia 14 de agosto de 2022, com uma reportagem mostrando os bastidores das gravações no Maranhão, e destacando a protagonista Brisa, e suas intérpretes em diferentes fases: Mariah Yohana e Lucy Alves.
A primeira chamada foi lançada em 5 de setembro de 2022, durante o intervalo de Pantanal.

## Música
Compõem a trilha sonora de Travessia as seguintes canções:
- "Cena de Amor", Brisa Star part. Zé Vaqueiro
- "Espumas ao Vento", Mariana Aydar (tema de Ari e Brisa)
- "Evidências", Roberto Carlos (tema de Brisa e Oto)
- "Dengo", João Gomes part. Maria Maud (tema de Chiara e Ari)
- "No Me Compares", Alejandro Sanz & Ivete Sangalo (tema de Stênio e Helô)
- "Ribuliço", Mulú part. Potyguara Bardo
- "Palavra Mágica", Chico César (tema de Núbia)
- "Roda Ciranda", Mariene de Castro (tema de Brisa)
- "Passarinha", Bala Desejo (tema de Brisa)
- "Tempos Modernos", Seu Jorge (tema de abertura)
- "The Loneliest", Måneskin (tema de Oto e Brisa)
- "Esqueça-Me Se For Capaz, Marília Mendonça e Maiara & Maraisa (tema de Cema e Zezinho)
- "About Damn Time", Lizzo (tema de Guida)
- "Anjos Tronchos", Caetano Veloso
- "Apenas um Neném", Gloria Groove part. Marina Sena
- "Fake", Romero Ferro
- "Follow Me", Pabllo Vittar part. Rina Sawayama
- "Fullgás",  Moreno Veloso (tema de Ari/depois tema aleatório de casais diversos/locação)
- "House of Cards", Radiohead
- "It's a Long Way", Caetano Veloso (tema de Oto e Brisa)
- "Lá Adiante", Braza
- "Malvadão 3", Xamã
- "Maré", Johnny Hooker part. Silva
- "Meu Pisêro", Duda Beat
- "2step", Ed Sheeran
- "My Valentine", Michael Bublé
- "Never Tear Us Apart", Sleeping at Last
- "Na Rebolada", Os Quebradeiras part. DJ Zullu, Machadez e Mousik (tema de Isa)
- "Nômade", Skank (tema de Oto)
- "Quando o São João Chegar", Tribo de Jah (tema de locação: Maranhão)
- "Se Não Fosse por Ontem", Francisco, el Hombre e Rubel
- "Sim", Nando Reis e Jão
- "Take Yo Praise", Camille Yarbrough (tema de Helô e Stenio)
- "Tecnopapiro", Maria Gadú
- "There There", Radiohead
- "Tu Não Sabes", Zeca Baleiro (tema de Leonor)
- "Um Móbile no Furacão", Paulinho Moska
- "Essa Fase do Amor", Emílio Santiago

## Recepção

### Audiência
O primeiro capítulo de Travessia obteve média de 25,9 pontos e pico de 27 na Região Metropolitana de São Paulo pela mediação da Kantar IBOPE Media, sendo o segundo pior índice de estreia de uma "novela das nove", atrás de Um Lugar ao Sol (2021), que marcou 25,2. Seguindo em queda, seu segundo capítulo marcou 25,1 pontos; a novela perdeu audiência durante a semana e, em 15 de outubro, atingiu 20 pontos. A telenovela terminou a primeira semana com média de 23,3 pontos, a terceira pior da história do horário.
Segundo o UOL, a autora culpou a estreia de Todas as Flores pela baixa audiência de sua novela e exigiu que a trama de João Emanuel Carneiro não fosse mais divulgada nos intervalos de Travessia e que sua obra tivesse o maior holofote do Globoplay. Apesar disso, em 22 de outubro, Travessia registrou mais um recorde negativo com apenas 19,9 pontos na capital paulista. Em 24 de novembro foi pela primeira vez ultrapassada pela novela das seis, no caso, Mar do Sertão, que se tornou a novela mais assistida nesse dia com 26 pontos ante 22,9 de Travessia. O feito novamente se repetiu no dia 5 de dezembro com 24,6 pontos contra 27,5 de Mar do Sertão, sendo que nesse dia também empatou com a novela das sete, no caso, Cara e Coragem, que registrou 24,5 pontos.
Em 24 de dezembro de 2022 registrou apenas 14,7 pontos, sendo esse o pior índice da história da faixa no horário, superando os 15,2 pontos de O Sétimo Guardião (2018). Tal marca negativa foi superada no dia 31 do mesmo mês, com pífios 14,5 pontos.
Após três meses estagnada com médias entre 22 e 25 pontos, a novela começou a apresentar tendência de crescimento com a mudança de fase e bateu seu primeiro recorde desde a estreia no dia 30 de janeiro de 2023, registrando 26 pontos e pico de 27,4. Após o seu primeiro recorde, seguiu com uma sequência de maiores marcas no dia 7 de fevereiro com 26,4 pontos e pico de 27,7, no dia 14 com 26,6 pontos e pico de 28, no dia 2 de março com 26,8 pontos e pico de 27,7, no dia 6 com 27,6 pontos e pico de 29, repetindo a marca no dia seguinte, no dia 14 com 27,7 pontos, no dia 27 de abril com 28,4 pontos e pico de 29,4 e em seu penúltimo capítulo no dia 4 de maio repetiu os 28,4 pontos, porém bateu recorde de pico com 29,8.
O último capítulo registrou 29,2 pontos e pico de 30,8 e sua reapresentação registrou 20,8 pontos. Apesar de ser o terceiro final menos assistido do horário, foi também a primeira vez desde A Força do Querer (2017), da mesma autora, que uma trama inédita bate recorde em seu desfecho. Fechou com a média geral de 24,2 pontos, se tornando a segunda pior média do horário das nove, até então.

### Críticas
Travessia recebeu críticas negativas pelos profissionais especializados e pelo público, sendo apontados vários problemas no seu desenvolvimento como o enredo e a escalação dos atores. O colunista Tony Góes, do jornal Folha de S.Paulo, listou alguns motivos que explicavam a baixa audiência e repercussão de Travessia, sendo os maiores deles a ausência de uma grande antagonista na história, o que se diferenciava de outros títulos, a falta de química dos protagonistas Brisa (Lucy Alves), Oto (Rômulo Estrela) e Ari (Chay Suede), e pelo fato de que as últimas produções que abordaram a tecnologia como tema central, sendo elas Tempos Modernos (2010) e Geração Brasil (2014), ambas novelas das sete, se tornaram um dos maiores fracassos da emissora, se diferenciando da tática inovadora de Explode Coração (1995), escrita pela mesma autora e exibida no antigo horário das oito. O portal NaTelinha destacou que a novela chegou ao centésimo capítulo no dia 2 de fevereiro de 2023, sem encontrar um rumo.
Além disso, a escalação de Jade Picon para um dos papeis principais da trama sofreu grande rejeição do público, que criticam a personagem Chiara pela falta de carisma e personalidade, além da performance da influenciadora considerada "fraca" para um papel importante em uma novela em horário nobre. Além disso, o sotaque carioca exagerado e o uso constante de gírias como "shippar" e "flopar", normalmente utilizadas pelo público jovem, foram o suficiente para surgir diversos memes nas redes sociais utilizando as cenas e falas da personagem, incluindo a trilha sonora da personagem, "Dengo", de João Gomes e Maria Maud. Outra controvérsia é a participação da atriz Cássia Kis no elenco depois de suas declarações serem vistas como homofóbicas e conservadoras, além de seu envolvimento nos atos golpistas após as eleições de 2022. A autora Gloria Perez foi bastante criticada por debochar das críticas negativas e bater boca com alguns internautas nas redes sociais por conta da rejeição da trama.

### Prêmios e Indicações
| Ano  | Prêmio                             | Categoria                                     | Indicação                                                                   | Resultado | Ref.            |
| ---- | ---------------------------------- | --------------------------------------------- | --------------------------------------------------------------------------- | --------- | --------------- |
| 2023 | Prêmio Noticiasdetv.com            | Melhor Novela                                 | Gloria Perez                                                                | Indicada  | [ 136 ] [ 137 ] |
| 2023 | Prêmio Noticiasdetv.com            | Melhor Atriz Protagonista                     | Lucy Alves                                                                  | Venceu    | [ 136 ] [ 137 ] |
| 2023 | Prêmio Noticiasdetv.com            | Melhor Ator Protagonista                      | Rômulo Estrela                                                              | Venceu    | [ 136 ] [ 137 ] |
| 2023 | Prêmio Noticiasdetv.com            | Melhor Ator Protagonista                      | Chay Suede                                                                  | Indicado  | [ 136 ] [ 137 ] |
| 2023 | Prêmio Noticiasdetv.com            | Melhor Atriz Coadjuvante                      | Giovanna Antonelli                                                          | Venceu    | [ 136 ] [ 137 ] |
| 2023 | Prêmio Noticiasdetv.com            | Melhor Atriz Coadjuvante                      | Alessandra Negrini                                                          | Indicada  | [ 136 ] [ 137 ] |
| 2023 | Prêmio Noticiasdetv.com            | Melhor Atriz Coadjuvante                      | Cássia Kis                                                                  | Indicada  | [ 136 ] [ 137 ] |
| 2023 | Prêmio Noticiasdetv.com            | Melhor Atriz Coadjuvante                      | Yohama Eshima                                                               | Indicada  | [ 136 ] [ 137 ] |
| 2023 | Prêmio Noticiasdetv.com            | Melhor Atriz Coadjuvante                      | Dandara Mariana                                                             | Indicada  | [ 136 ] [ 137 ] |
| 2023 | Prêmio Noticiasdetv.com            | Melhor Ator Coadjuvante                       | Alexandre Nero                                                              | Venceu    | [ 136 ] [ 137 ] |
| 2023 | Prêmio Noticiasdetv.com            | Melhor Ator Coadjuvante                       | Rafael Losso                                                                | Indicado  | [ 136 ] [ 137 ] |
| 2023 | Prêmio Noticiasdetv.com            | Melhor Atriz Antagonista ou Vilã              | Drica Moraes                                                                | Indicada  | [ 136 ] [ 137 ] |
| 2023 | Prêmio Noticiasdetv.com            | Melhor Ator Antagonista ou Vilão              | Rodrigo Lombardi                                                            | Indicado  | [ 136 ] [ 137 ] |
| 2023 | Prêmio Noticiasdetv.com            | Melhor Atriz Revelação                        | Clara Buarque                                                               | Indicada  | [ 136 ] [ 137 ] |
| 2023 | Prêmio Noticiasdetv.com            | Melhor Atriz Revelação                        | Isabelle Nassar                                                             | Indicada  | [ 136 ] [ 137 ] |
| 2023 | Prêmio Noticiasdetv.com            | Melhor Atriz Revelação                        | Duda Santos                                                                 | Venceu    | [ 136 ] [ 137 ] |
| 2023 | Prêmio Noticiasdetv.com            | Melhor Ator Revelação                         | Ricardo Silva                                                               | Indicado  | [ 136 ] [ 137 ] |
| 2023 | Prêmio Noticiasdetv.com            | Melhor Atriz Jovem Adulta                     | Nathália Falcão                                                             | Indicada  | [ 136 ] [ 137 ] |
| 2023 | Prêmio Noticiasdetv.com            | Melhor Ator em Participação Especial          | Cláudio Tovar                                                               | Indicado  | [ 136 ] [ 137 ] |
| 2023 | Prêmio Noticiasdetv.com            | Melhor Atriz em Participação Especial         | Cláudia Mauro                                                               | Indicada  | [ 136 ] [ 137 ] |
| 2023 | Prêmio Noticiasdetv.com            | Melhor Atriz em Participação Especial         | Grazi Massafera                                                             | Venceu    | [ 136 ] [ 137 ] |
| 2023 | Prêmio Noticiasdetv.com            | Melhor Ator Mirim ou Em Papel Adolescente     | Vicente Alvitre                                                             | Indicado  | [ 136 ] [ 137 ] |
| 2023 | Prêmio IBest                       | Influenciador Protagonista (Voto Popular)     | Jade Picon                                                                  | Indicada  | [ 138 ] [ 139 ] |
| 2023 | Prêmio IBest                       | Influenciador Protagonista (Voto Popular)     | Giovanna Antonelli                                                          | Pendente  | [ 138 ] [ 139 ] |
| 2023 | Prêmio IBest                       | Influenciador Protagonista (Voto Popular)     | Alexandre Nero                                                              | Indicado  | [ 138 ] [ 139 ] |
| 2023 | Prêmio IBest                       | Influenciador Protagonista (Voto Popular)     | Alessandra Negrini                                                          | Indicada  | [ 138 ] [ 139 ] |
| 2023 | Prêmio IBest                       | Influenciador Protagonista (Voto da Academia) | Giovanna Antonelli                                                          | Pendente  | [ 138 ] [ 139 ] |
| 2023 | Votação Gshow                      | Casal da Novela                               | Giovanna Antonelli e Alexandre Nero, por Helô e Stênio                      | Venceu    | [ 140 ]         |
| 2023 | BreakTudo Awards 2023              | Atriz Nacional                                | Lucy Alves                                                                  | Venceu    | [ 141 ]         |
| 2023 | BreakTudo Awards 2023              | Ator Nacional                                 | Chay Suede                                                                  | Indicado  | [ 141 ]         |
| 2023 | Prêmio ArteBlitz de Novela         | Melhor Novela (Autor e Diretor)               | Gloria Perez                                                                | Indicada  | [ 142 ] [ 143 ] |
| 2023 | Prêmio ArteBlitz de Novela         | Melhor Atriz Protagonista                     | Lucy Alves                                                                  | Indicada  | [ 142 ] [ 143 ] |
| 2023 | Prêmio ArteBlitz de Novela         | Melhor Ator Protagonista                      | Rômulo Estrela                                                              | Indicado  | [ 142 ] [ 143 ] |
| 2023 | Prêmio ArteBlitz de Novela         | Melhor Atriz Vilã                             | Cássia Kis                                                                  | Indicada  | [ 142 ] [ 143 ] |
| 2023 | Prêmio ArteBlitz de Novela         | Melhor Ator Vilão                             | Rodrigo Lombardi                                                            | Indicado  | [ 142 ] [ 143 ] |
| 2023 | Prêmio ArteBlitz de Novela         | Melhor Atriz Revelação                        | Jade Picon                                                                  | Indicada  | [ 142 ] [ 143 ] |
| 2023 | Prêmio ArteBlitz de Novela         | Melhor Ator Revelação                         | Guilherme Cabral                                                            | Indicado  | [ 142 ] [ 143 ] |
| 2023 | Prêmio ArteBlitz de Novela         | Melhor Casal                                  | Lucy Alves e Rômulo Estrela, por Brisa e Oto (voto popular)                 | Venceu    | [ 142 ] [ 143 ] |
| 2023 | Troféu Internet                    | Melhor Atriz de Novela                        | Lucy Alves                                                                  | Pendente  | [ 144 ]         |
| 2023 | Troféu Internet                    | Melhor Atriz de Novela                        | Giovanna Antonelli                                                          | Pendente  | [ 144 ]         |
| 2023 | Troféu Internet                    | Melhor Atriz de Novela                        | Rômulo Estrela                                                              | Pendente  | [ 144 ]         |
| 2023 | Troféu Internet                    | Melhor Atriz de Novela                        | Chay Suede                                                                  | Pendente  | [ 144 ]         |
| 2023 | Melhores Momentos: Novelas de 2023 | Melhor Ator de Novela                         | Chay Suede                                                                  | Indicado  |                 |
| 2023 | Melhores Momentos: Novelas de 2023 | Melhor Ator Coadjuvante                       | Alexandre Nero                                                              | Venceu    |                 |
| 2023 | Melhores Momentos: Novelas de 2023 | Melhor Atriz Revelação                        | Clara Buarque                                                               | Indicada  |                 |
| 2023 | Melhores Momentos: Novelas de 2023 | Melhor Atriz Revelação                        | Danielle Olímpia                                                            | Venceu    |                 |
| 2023 | Melhores Momentos: Novelas de 2023 | Melhor Personagem de Novela                   | Delegada Helô (Giovanna Antonelli)                                          | Venceu    |                 |
| 2023 | Melhores Momentos: Novelas de 2023 | Melhor Ator em Papel Cômico                   | Drica Moraes                                                                | Venceu    |                 |
| 2023 | Melhores Momentos: Novelas de 2023 | Melhor Atuação em Participação Especial       | Cláudio Tovar                                                               | Indicado  |                 |
| 2023 | Melhores Momentos: Novelas de 2023 | Melhor Atuação em Participação Especial       | Grazi Massafera                                                             | Indicada  |                 |
| 2023 | Melhores Momentos: Novelas de 2023 | Melhor Casal de Novela                        | Brisa e Oto (Lucy Alves e Rômulo Estrela)                                   | Indicado  |                 |
| 2023 | Melhores Momentos: Novelas de 2023 | Melhor Casal de Novela                        | Helô e Stenio (Giovanna Antonelli e Alexandre Nero)                         | Venceu    |                 |
| 2023 | Melhores Momentos: Novelas de 2023 | Melhor Trilha Sonora de Novela                | "Não Me Compares", Alejandro Sanz ft. Ivete Sangalo (tema de Helô e Stenio) | Venceu    |                 |
| 2023 | Melhores Momentos: Novelas de 2023 | Melhor Trilha Sonora de Novela                | "Palavra Mágica", Chico César (tema de Núbia)                               | Indicada  |                 |
| 2023 | Prêmio Área VIP                    | Qual foi a Melhor Novela de 2023?             | Gloria Perez                                                                | Indicada  | [ 145 ]         |